# 忘れじの面影 (映画)
『忘れじの面影』（わすれじのおもかげ、原題：Letter from an Unknown Woman）は、1948年に公開されたマックス・オフュルス監督のアメリカ映画。シュテファン・ツヴァイクの1922年の中編小説『未知の女の手紙』の映画化。主演女優ジョーン・フォンテーンと、その夫で元ユニバーサルのウィリアム・ドジャーが設立したランパート・プロダクション（Rampart Productions）の第1作である。

## 評価
1992年、アメリカ議会図書館により、「culturally, historically, or aesthetically significant」として国立フィルム登録簿に保管された。

## あらすじ
1900年ごろのウィーン。かつては天才ピアニストとして持てはやされたが今は荒れた生活を送るシュテファン・ブラント（ルイ・ジュールダン）は、決闘を挑まれ夜逃げの準備をしていた。すると、リザ・ベルンドル（リーザとも、ジョーン・フォンテーン）という女性からの手紙が届いていた。手紙によると――
少女時代のリザは、母（マディ・クリスチャンス）と、アパートで2人暮らしをしていた。ある日、アパートの隣室に、ピアニストのシュテファンが引っ越してきた。リザはシュテファンに恋してしまうが、蔭から慕うばかり。そうしているうちに、母が再婚を決め、再婚相手の住むリンツにリザを連れ引っ越してしまった。
リザは18歳になるとウィーンに戻り1人暮らしを始め、ピアニストとして成功したシュテファンと再会するが、シュテファンはリザのことを覚えていなかった。シュテファンと1晩をすごしたのち、シュテファンは2週間の予定でミラノに旅立つが、帰って来なかった。リザは妊娠しており、男の子を産んだのち、裕福な貴族ヨハン・シュタウファー（マルセル・ジュルネ）と結婚した。
歳月が流れたある日、リザはシュテファンと再会した。シュテファンはピアノをやめており、そればかりかまたしてもリザのことを覚えていなかった。リザはシュテファンの家を訪れたが、リザのことを思い出さないシュテファンに幻滅し、シュテファンの元を去った。
その直後、リザの息子はチフスで死に、リザも感染していた。
手紙はリザが死んだのちに病院から送られていた。唖の召使ジョン（アート・スミス）は、自分はリザを覚えていたとシュテファンに伝えた。シュテファンは、夜逃げを思い直し、ヨハンとの決闘に向かっていった。

## 原作からの変更点
| 相違点           | 原作                                 | 映画                   |
| ---------------- | ------------------------------------ | ---------------------- |
| 時代             | 明示なし（手紙の時点で1922年ごろ？） | 開始時点で1900年ごろ   |
| 男の名前         | R.（イニシャルのみ）                 | シュテファン・ブラント |
| 女の名前         | 不明                                 | リザ・ベルンドル       |
| 男の職業         | 作家                                 | ピアニスト             |
| 女と母の引越し先 | インスブルック                       | リンツ                 |
| 女の未既婚       | 未婚                                 | ヨハンと結婚           |
| 女と息子の死因   | インフルエンザ                       | チフス                 |
| 男は女を最後に   | 思い出せない                         | 思い出す               |